# São Paulo Challenger 1994
Il São Paulo Challenger 1994 è stato un torneo di tennis facente parte della categoria ATP Challenger Series nell'ambito dell'ATP Challenger Series 1994. Il torneo si è giocato a San Paolo in Brasile dal 18 al 24 aprile 1994 su campi in terra rossa indoor.

## Vincitori

### Singolare
Gabriel Markus ha battuto in finale  Hernán Gumy con il punteggio di 2–6, 6–4, 6–4

### Doppio
Otavio Della /  Marcelo Saliola hanno battuto in finale  Nelson Aerts /  Danilo Marcelino con il punteggio di 6–4, 6–2